# Julius Ehrke
Carl Heinrich Julius Ehrke (* 10. September 1835 in Ludwigslust; † 3. November 1899 in Bath, England) war ein deutscher Landschaftsmaler und Schullehrer. Die längste Zeit seines Lebens verbrachte er in England.

## Leben
Julius Ehrke, ältester Sohn des großherzoglich mecklenburg-schwerinschen Läufers (und späteren Kammerdieners) Ludwig Heinrich Ehrke (1804–1878) und dessen Frau Antonie (Anna Ernestine), geb. Haidner (1811–1900), entstammte einer Familie von Hofhandwerkern und Hofbeamten. Er hatte zwei jüngere Brüder, Eduard (1837–1911) wurde Maler sowie Lehrer für Zeichnen und Sprachen, Paul (1840–1893) wurde Opernsänger. Gemeinsam mit seinem jüngeren Bruder Eduard war er Schüler des Fridericianums in Schwerin, von dem er zu Ostern 1852 nach der Obertertia abging, „um Maler zu werden.“ Über seine weitere Ausbildung gibt es keine Quellen. Mitte 1860 erscheint er in den Einwohnerlisten von Rotterdam. Danach ging er nach England, wo er zunächst in Essex lebte. 1866 heiratete er in Tendring Ellen Elizabeth Leigh (* um 1839), der Sohn Frank wurde 1868 geboren. Ehrke war, wie den englischen Volkszählungslisten zu entnehmen ist, 1871 „Artist, Master“ (Künstler und Zeichenlehrer) an der Grammar School in Dedham/Essex, 1881/91 wurde er als Künstler und Zeichenlehrer/Meister am Malvern College in Great Malvern/Worcestershire bezeichnet.
Ehrke war erst 1889 und 1890 mit jeweils einem Werk auf der wichtigsten Londoner Ausstellung vertreten, der Royal Academy Summer Exhibition. Er starb im Alter von 64 Jahren in Bath. Hier wohnte sein Bruder Eduard, in England Edward genannt, der ihm in den 1860er Jahren nach England gefolgt war. Julius Ehrke wurde in Bath auf dem Locksbrook Cemetery bestattet.

## Werke (Auswahl)

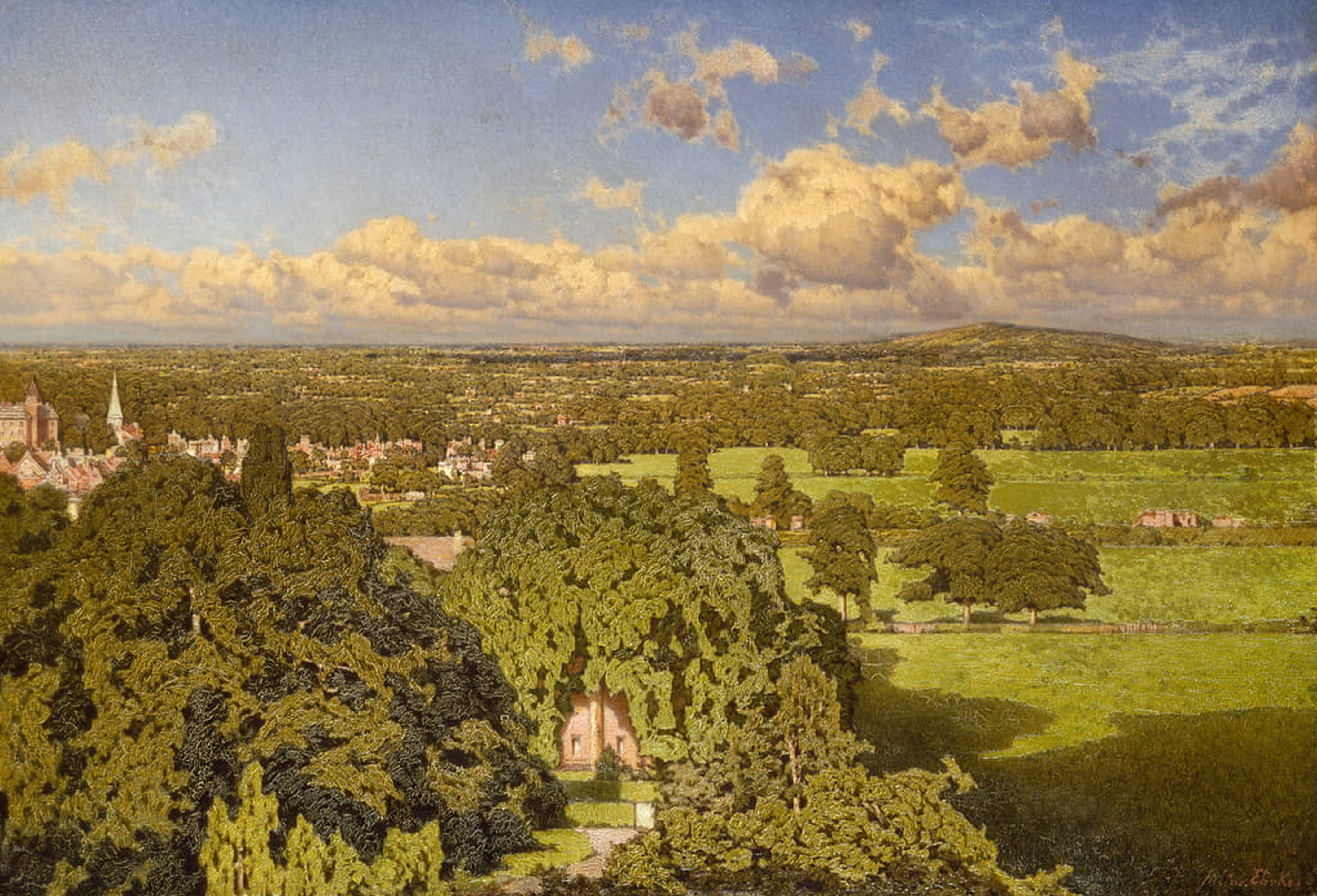
A View from Malvern

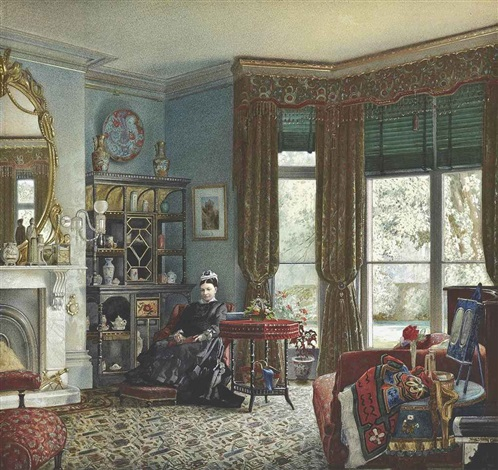
Lady seated in her morning room

- Lacemakers (Spitzenmacher), Öl auf Tafel, 58 × 50 cm, Worcester City Museums[9]
- The Lion of St Mark, Venice, Öl auf Leinwand, 73,7 × 51 cm, Sheffield Museums[10]
- A View from Malvern, Öl auf Leinwand, 40 × 52 cm, 1890[11]
- Lady seated in her morning room, Aquarell, 40,4 × 43,2 cm, 1878[12]
- Westfälische Waldlandschaft, Öl auf Leinwand, 87 × 109 cm, 1856